# Vlag van Colotlán

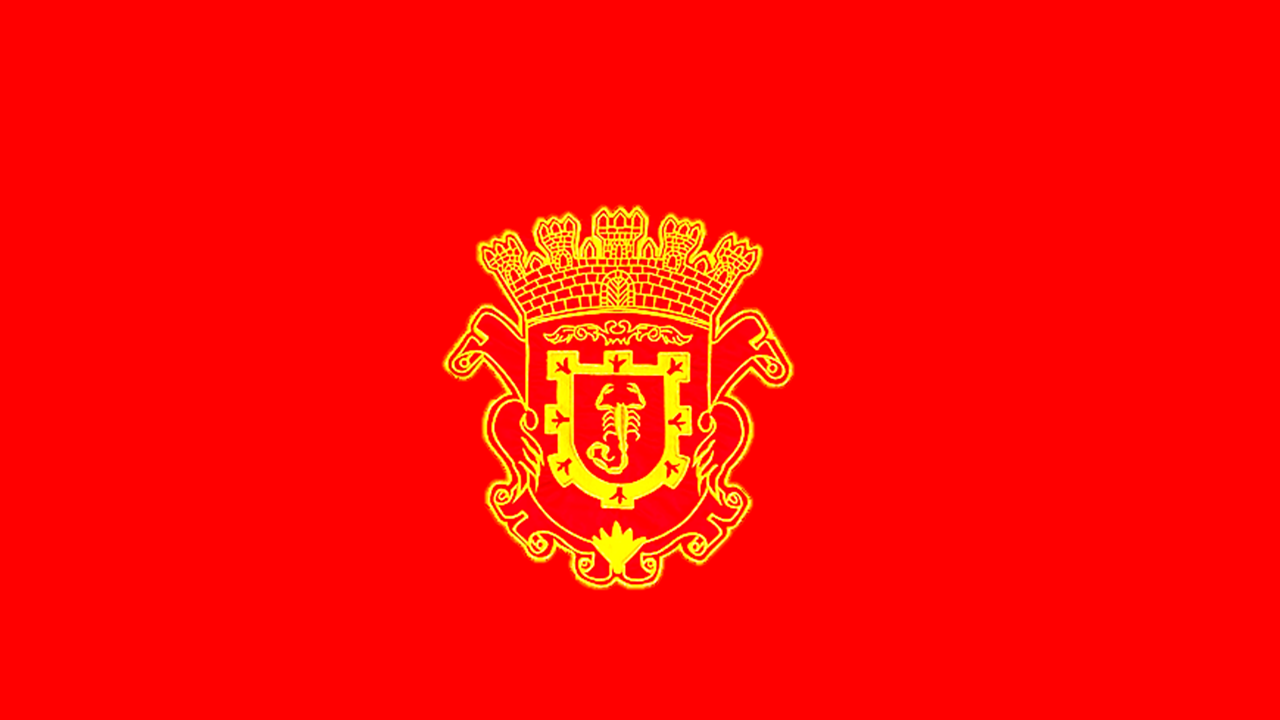
Vlag van Colotlán (ratio 4:7)

De vlag van Colotlán, hoofdstad van de Mexicaanse deelstaat Jalisco, bestaat uit een rode achtergrond met het gouden wapen van Colotlán in het midden; waarbij de hoogte-breedteverhouding van de vlag net als die van de Mexicaanse vlag 4:7 is.
De vlag wordt sinds 1998 door de gemeenteraad gebruikt als representatief symbool van de stad.
De betekenis van de kleuren van de vlag zijn de volgende:
- Rood: verwijst naar de kleur van bloed.
- Goud: verwijst naar de kleur van rijkdom.